# Clefmont
Clefmont és un municipi francès situat al departament de l'Alt Marne i a la regió del Gran Est. L'any 2007 tenia 208 habitants.

## Demografia

### Població
El 2007 la població de fet de Clefmont era de 208 persones. Hi havia 94 famílies de les quals 34 eren unipersonals (19 homes vivint sols i 15 dones vivint soles), 30 parelles sense fills, 19 parelles amb fills i 11 famílies monoparentals amb fills.
La població ha evolucionat segons el següent gràfic:
Habitants censats

### Habitatges
El 2007 hi havia 118 habitatges, 95 eren l'habitatge principal de la família, 16 eren segones residències i 8 estaven desocupats. 98 eren cases i 20 eren apartaments. Dels 95 habitatges principals, 59 estaven ocupats pels seus propietaris, 25 estaven llogats i ocupats pels llogaters i 11 estaven cedits a títol gratuït; 5 tenien dues cambres, 11 en tenien tres, 19 en tenien quatre i 60 en tenien cinc o més. 72 habitatges disposaven pel capbaix d'una plaça de pàrquing. A 42 habitatges hi havia un automòbil i a 37 n'hi havia dos o més.

### Piràmide de població
La piràmide de població per edats i sexe el 2009 era:
| Homes | Edats   | Dones |
| ----- | ------- | ----- |
| 0     | 95 o +  | 0     |
| 0     | 90 a 94 | 0     |
| 4     | 85 a 89 | 0     |
| 4     | 80 a 84 | 0     |
| 8     | 75 a 79 | 8     |
| 0     | 70 a 74 | 8     |
| 0     | 65 a 69 | 12    |
| 12    | 60 a 64 | 0     |
| 4     | 55 a 59 | 4     |
| 8     | 50 a 54 | 4     |
| 8     | 45 a 49 | 4     |
| 8     | 40 a 44 | 8     |
| 8     | 35 a 39 | 12    |
| 12    | 30 a 34 | 12    |
| 0     | 25 a 29 | 0     |
| 4     | 20 a 24 | 4     |
| 4     | 15 a 19 | 4     |
| 8     | 10 a 14 | 16    |
| 8     | 5 a 9   | 20    |
| 4     | 0 a 4   | 0     |

## Economia
El 2007 la població en edat de treballar era de 125 persones, 96 eren actives i 29 eren inactives. De les 96 persones actives 87 estaven ocupades (48 homes i 39 dones) i 9 estaven aturades (4 homes i 5 dones). De les 29 persones inactives 11 estaven jubilades, 6 estaven estudiant i 12 estaven classificades com a «altres inactius».

### Ingressos
El 2009 a Clefmont hi havia 91 unitats fiscals que integraven 209 persones, la mediana anual d'ingressos fiscals per persona era de 14.385 €.

### Activitats econòmiques
Dels 16 establiments que hi havia el 2007, 1 era d'una empresa de fabricació d'altres productes industrials, 4 d'empreses de construcció, 5 d'empreses de comerç i reparació d'automòbils, 1 d'una empresa de transport, 2 d'empreses d'hostatgeria i restauració, 1 d'una empresa de serveis i 2 d'empreses classificades com a «altres activitats de serveis».
Dels 6 establiments de servei als particulars que hi havia el 2009, 1 era una gendarmeria, 1 paleta, 1 guixaire pintor, 1 electricista, 1 perruqueria i 1 restaurant.
L'any 2000 a Clefmont hi havia 3 explotacions agrícoles.

## Equipaments sanitaris i escolars
El 2009 hi havia una escola elemental.

## Poblacions més properes
El següent diagrama mostra les poblacions més properes.